# ویاچسلاف اکیموف
ویاچسلاف اکیموف (ایتالیایی: Viatcheslav Ekimov؛ زادهٔ ۴ فوریهٔ ۱۹۶۶) دوچرخه‌سوار اهل روسیه است.
وی در مسابقات کشوری و بین‌المللی در مجموع برندهٔ ۳ مدال طلا شده‌است.